# تلخک (سرده)
تلخک، علف تلخ (نام علمی: Picris) نام یک سرده از تیره کاسنیان است.